# Sedició
Sedició és un delicte que consisteix a alçar-se públicament i de forma tumultuosa per obtenir o impedir per la força o fora de les vies legals la promulgació o execució d'una llei, el lliure exercici de les funcions d'una autoritat, una corporació o un funcionari, per atacar la persona o els béns d'una autoritat, o les persones o els béns d'una col·lectivitat. És un terme que pel fet de considerar-se com un acte subversiu, la possibilitat que pugui considerar-se un delicte, varia d'acord amb el codi penal de cada país. La diferència entre sedició i traïció consisteix principalment en un acte final i subjectiu de violació de la pau pública. La sedició no consisteix enterament en actes que suporten la guerra en contra del govern ni per adhesió a l'oposició política, brindant ajuda als enemics. Tampoc consisteix en el cas de les democràcies en protestes pacífiques en contra del govern.

## A Espanya
El Codi Penal d'Espanya, en el seu Llibre II,  Delictes i les seves penes , títol XXII,  Delictes contra l'ordre públic , estableix que:
| «             | Són reus de sedició els que, sense estar compresos en el delicte de rebel·lió, s'alcin públicament i tumultuàriament per impedir, per la força o fora de les vies legals, l'aplicació de les lleis o qualsevol autoritat, corporació oficial o funcionari públic, el legítim exercici de les seves funcions o el compliment dels seus acords, o de les resolucions administratives o judicials. | » |
| — Article 544 | |   |

| «             | 1. Els que hagin induït, sostingut o dirigit la sedició o apareguessin en ella com els seus principals autors, han de ser castigats amb la pena de presó de vuit a deu anys, i amb la de deu a quinze anys, si són persones constituïdes en autoritat. En els dos casos s'ha d'imposar, a més, la inhabilitació absoluta pel mateix temps. 2. Fora d'aquests casos, s'imposarà la pena de quatre a vuit anys de presó, i la d'inhabilitació especial per a ocupació o càrrec públic per temps de quatre a vuit anys. | » |
| — Article 545 | |   |